# You Can't Imagine How Much Fun We're Having
You Can't Imagine How Much Fun We're Having è il quinto album in studio del gruppo Rap statunitense Atmosphere, pubblicato nel 2005.

## Tracce
1. The Arrival – 4:27 (contiene il sample di "Excursion With Complications" di Bo Hansson)
2. Panic Attack- 4:37  (contiene il sample di "(Don't Want No) Woman" di Lee Michaels e "Rant" di Shawn Phillips)
3. Watch Out – 4:14 (contiene il sample di "Get Out of my Life, Woman" di Lee Dorsey)
4. Musical Chairs – 3:52 (contiene il sample di "Wild Horses" di Labelle)
5. Say Hey There – 4:29 (contiene il sample di "Have Mercy On Me" dei The East St. Louis Gospelettes)
6. Hockey Hair– 2:53 (contiene il sample di  "Sarah Lee" dei The Independents)
7. Bam – 2:12
8. Pour Me Another– 4:49 (contiene il sample di "We've Come too Far to Walk Away" di Laura Lee)
9. Smart Went Crazy– 3:38 ( contiene il sample di "Ghost of Myself" di Doris Duke)
10. Angelface – 4:00 (contiene il sample di "I Wake Up Crying" di Tyrone Davis)
11. That Night – 2:41
12. Get Fly – 4:45 ( contiene il sample "I Love The Lord" di Walter Hawkins)
13. Little Man– 4:14 (contiene il sample di "Who Am I" degli The O'Jays)